# Орден «Победа» (Азербайджан)
Орден «Победа» или Орден «Зафар» (азерб. "Zəfər" ordeni) — орден Азербайджанской Республики.

## История
11 ноября 2020 года президент Азербайджанской Республики Ильхам Алиев на встрече с ранеными военнослужащими, принимавшими участие во Второй Карабахской войне, заявил, что в Азербайджане будут учреждены новые ордена и медали, и, что дал соответствующее указание о награждении гражданских лиц и военнослужащих, проявивших героизм на поле боя и в тылу и отличившихся именно в этой войне. По словам Алиева, он также предложил названия этих орденов и медалей.
20 ноября 2020 года на пленарном заседании Милли Меджлиса Азербайджана был вынесен на обсуждение законопроект о внесении поправок в закон «Об учреждении орденов и медалей Азербайджанской Республики».
Орден «Победа» был учреждён в этот же день в первом же чтении согласно законопроекту об учреждении орденов и медалей по случаю победы Азербайджана в «Отечественной войне», как в Азербайджане официально была именована Вторая Карабахская война.
В законопроекте слова «Орден Победы» были добавлены после слов «Наивысшая награда Азербайджанской Республики — орден „Гейдар Алиев“» в статье 1 п. 1.1.
Законом Азербайджанской Республики от 26 ноября 2020 года было утверждено описание ордена «Победа» Азербайджанской Республики.

## Описание
На ордене в качестве символа изображен железный кулак.
Орден «Победа» изготовлен из золота 900-й пробы.

## Положение об ордене
Орден «Победа» присуждался командующим частями и вышестоящему руководящему составу Вооружённых сил Азербайджана за высокий профессионализм при руководстве боевыми операциями в ходе освобождения территорий Азербайджанской Республики от оккупации и восстановления территориальной целостности, а также за мужество и отвагу при выполнении обязанностей военной службы.

## Кавалеры ордена
9 декабря 2020 года 33 военнослужащих Вооружённых сил Азербайджана распоряжением президента Азербайджанской Республики были награждены орденом «Победа», из них 12 генералов, 14 полковников и полковник-лейтенантов, 4 майора и 3 капитана. Трое военнослужащих были награждены посмертно. Это погибший в боях за Кубатлы Национальный герой Азербайджана полковник Шукюр Гамидов, погибший в боях за Шушу капитан Шамиль Бабаев, а также подорвавшийся на мине уже после прекращения огня полковник Бабек Самидли.
| №  | Фото | Имя кавалера               | Звание              | Должность |
| -- | ---- | -------------------------- | ------------------- | --- |
| 1  |      | Закир Гасанов (род. 1959)  | Генерал-полковник   | Министр обороны Азербайджана |
| 2  |      | Вилаят Эйвазов (род. 1968) | Генерал-полковник   | Министр внутренних дел Азербайджана |
| 3  |      | Эльчин Гулиев (род. 1967)  | Генерал-полковник   | Начальник Государственной пограничной службы Азербайджанской Республики |
| 4  |      | Али Нагиев (род. 1958)     | Генерал-полковник   | Начальник Службы государственной безопасности Азербайджанской Республики |
| 5  |      | Орхан Султанов (род. 1977) | Генерал-полковник   | Начальник Службы внешней разведки Азербайджанской Республики |
| 6  |      | Аяз Гасанов                | Генерал-лейтенант   | Заместитель Начальника Генштаба Министерства обороны Азербайджана |
| 7  |      | Рамиз Тахиров (род. 1966)  | Генерал-лейтенант   | Командующий Военно-воздушными силами Азербайджана |
| 8  |      | Керим Велиев (род. 1961)   | Генерал-лейтенант   | Начальник Главного управления по личному составу Министерства обороны Азербайджана (ныне — начальник Генерального штаба Вооружённых сил Азербайджанской Республики)             |
| 9  |      | Анар Керимов               | Генерал-майор       | Начальник Инженерно-фортификационной службы Министерства обороны Азербайджана                                                                                                   |
| 10 |      | Агшин Магеррамов           | Генерал-майор       | |
| 11 |      | Агамир Султанов            | Генерал-майор       | Командующий артиллерийскими войсками |
| 12 |      | Расул Тагиев               | Генерал-майор       | Начальник Главного управления боевой подготовки Государственной пограничной службы Азербайджанской Республики (ныне — командующий Силами быстрого реагирования Госпогранслужбы) |
| 13 |      | Ахверди Дадашев            | Полковник           | |
| 14 |      | Шукюр Гамидов (1975—2020)  | Полковник           | Заместитель командира 2-го армейского корпуса Сухопутных войск Азербайджанской Республики                                                                                       |
| 15 |      | Эльшан Гапагов             | Полковник           | |
| 16 |      | Метин Гулиев               | Полковник           | |
| 17 |      | Бахшали Мамедов            | Полковник           | |
| 18 |      | Самир Мамедов              | Полковник           | |
| 19 |      | Насиб Мирзоев              | Полковник           | |
| 20 |      | Мухаммед Нагиев            | Полковник           | |
| 21 |      | Акиф Пирвердиев            | Полковник           | |
| 22 |      | Бабек Самидли (1974—2020)  | Полковник           | Заместитель командира 1-го армейского корпуса Сухопутных войск Азербайджанской Республики                                                                                       |
| 23 |      | Азер Гасымов               | Полковник-лейтенант | |
| 24 |      | Анар Ризванов              | Полковник-лейтенант | Командир отряда специального назначения «Yarasa» Внутренних войск Азербайджанской Республики                                                                                    |
| 25 |      | Расул Сулейманов           | Полковник-лейтенант | |
| 26 |      | Насими Шихалиев            | Полковник-лейтенант | |
| 27 |      | Парвин Гаджиев             | Майор               | |
| 28 |      | Сахиб Ибрагимов            | Майор               | |
| 29 |      | Бахтияр Мустафаев          | Майор               | |
| 30 |      | Заур Рагимов               | Майор               | Командир отряда специального назначения «Pələng» Внутренних войск Азербайджанской Республики                                                                                    |
| 31 |      | Шамиль Бабаев (1988—2020)  | Капитан             | Командир группы огневой поддержки отряда специального назначения «Gürzə» Внутренних войск Азербайджанской Республики                                                            |
| 32 |      | Анар Махмудов              | Капитан             | |
| 33 |      | Джавид Тагиев              | Капитан             | Командир отряда специального назначения «Gürzə» Внутренних войск Азербайджанской Республики                                                                                     |